# Carmonita
Carmonita – gmina w Hiszpanii, w prowincji Badajoz, w Estramadurze, o powierzchni 38,89 km². W 2011 roku gmina liczyła 574 mieszkańców.